# Го Чуньцюань
Го Чуньцюань (кит. упр. 郭纯泉; 2 января 1985, Шэньян, провинция Ляонин, КНР) — китайский футболист, вратарь клуба первой лиги Китая «Ляонин Хувин».

## Карьера

### Клубная
Профессиональную карьеру начал в 2004 года в клубе Суперлиги Китая «Шэньян Гиндэ». Дебют за клуб состоялся 3 августа 2005 года в матче против «Бэйцзин Гоань».
В феврале 2011 года на правах свободного агента Го перешёл в клуб второго дивизиона «Тяньцзинь Сунцзян». В июле 2012 года до декабря был отдан в аренду в команду третьего дивизиона «Шэньси Дацинь».
В марте 2013 года Го перешёл в клуб второго дивизиона «Харбин Итэн».
21 января 2015 года Го перешёл в клуб Суперлиги Китая «Хэнань Констракшн».
В марте 2016 года Го перешёл в клуб второй лиги «Баотоу Наньцзяо».
18 января 2017 года вернулся в систему «Итэн», на этот раз уже в клуб «Чжэцзян Итэн». 
28 февраля 2018 года Го перешёл в футбольный клуб «Ляонин Хувин».